# 洛可摩可
洛可摩可（Loco moco），又因其食材或稱汉堡飯，是夏威夷的一种米饭类食品，有多个变种，但传统的米饭汉堡包括底部的白米饭，上盖的汉堡肉饼、煎蛋和浇在饭上的肉汁。变种则会添加辣肉、煙肉、火腿、午餐肉、地窖烧猪肉、熏肉肠、照燒牛肉、照烧鸡肉、鲯鳅、虾、牡蠣或是其他肉类食物。

## 历史及起源
洛可摩可饭据报起源于1949年希洛一间名为林肯烧烤的餐厅，由其日裔店主理查德·井上及其夫人南希发明。当时一个体育俱乐部的青年成员在该餐厅要求吃到一种不同于三明治但又廉价且可快速制作、快速食用的食品。他们请求南希在碗内盛一些米饭，在饭上放置一块漢堡排，然后浇上肉汁，最后再放置一个煎蛋，類似日式丼物。该食品随后被这些青年称为“Loco Moco”，其中loco在西班牙语中意为疯狂，而这个运动队的一名成员昵称即为“疯子”，而moco一词是为与loco押韵而添加的。

## 受欢迎程度

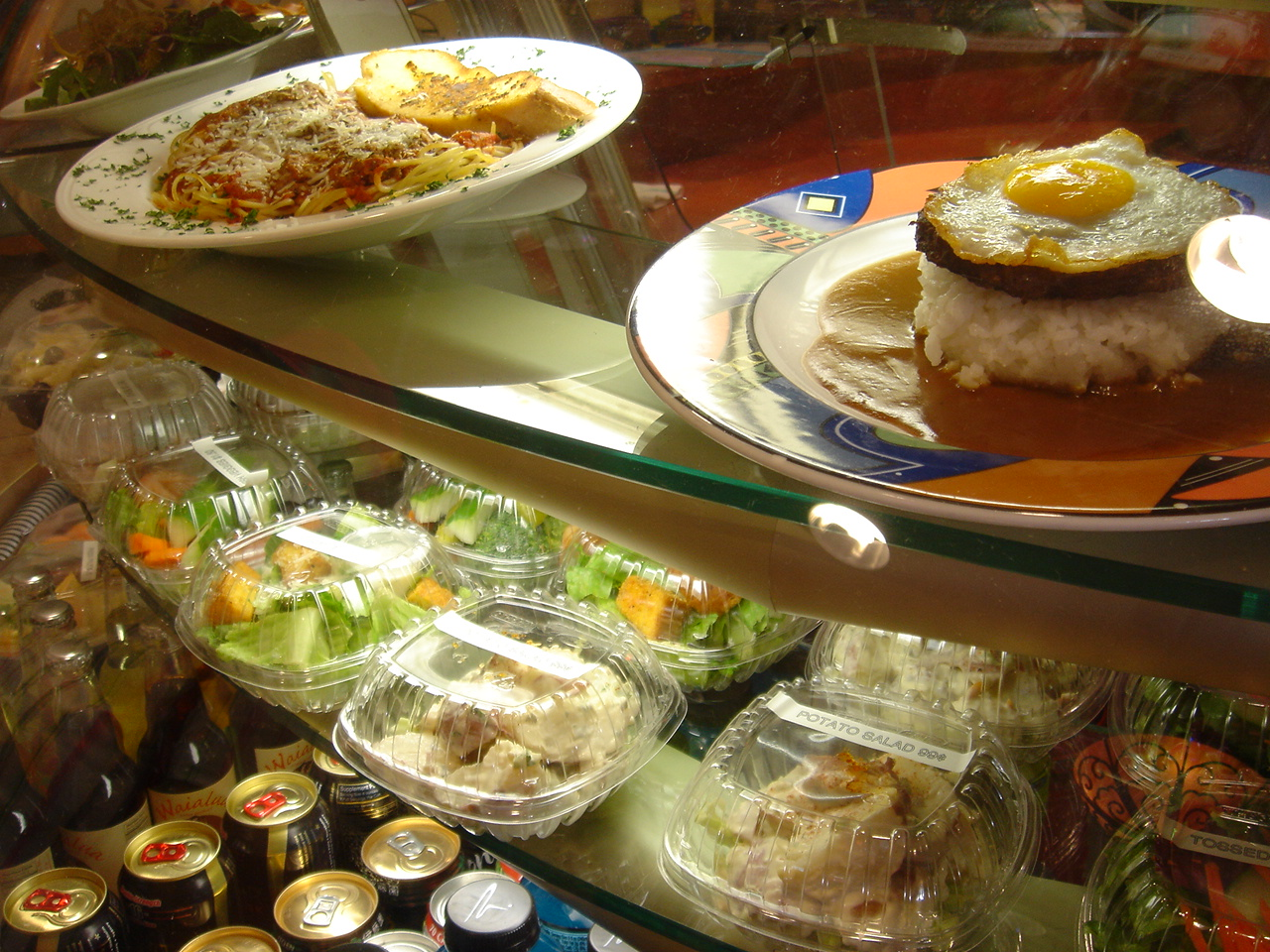
在檀香山销售的洛可摩可（图片右上角）

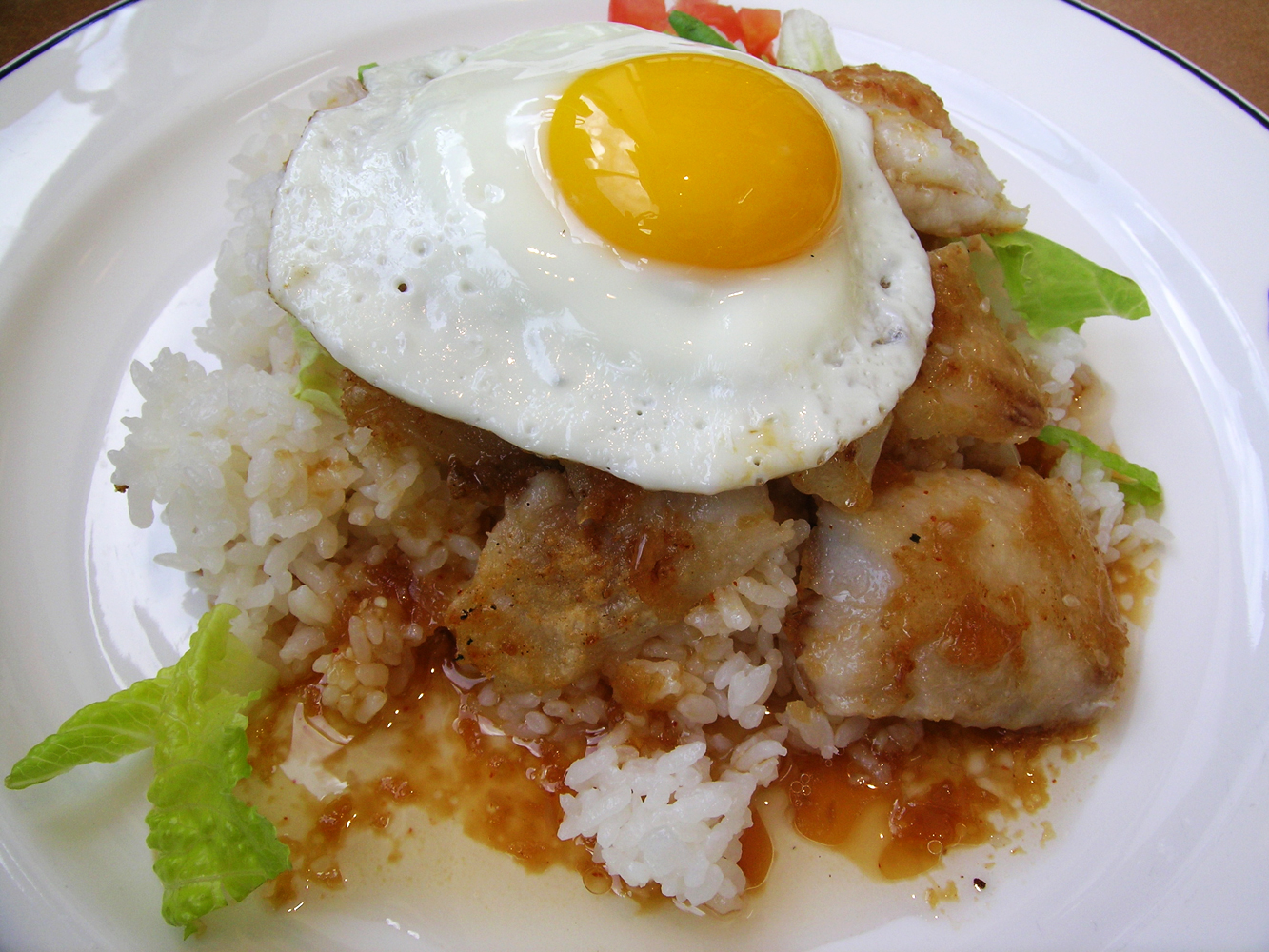
鱼肉洛可摩可

洛可摩可盛行于夏威夷州内各地，美国本土的夏威夷餐厅也大多供应此食物。此外，它也在太平洋各岛以不同形式出现，如萨摩亚、關島和塞班岛，在日本也颇受欢迎。

## 延伸阅读
- Gimla Shortridge, Barbara; Shortridge, James R., , Rowman & Littlefield, 1998, ISBN 0-8476-8507-1.  A reprint of Kelly's original paper.
- Kelly, James, , Social Process in Hawai'i, 1983, 30: 59–64.
- 1981年9月23日夏威夷先驱论坛报（英语：Hawaii Tribune-Herald）文章（Gene Tao著）